# Восточный водопроводный канал
Восточный водопроводный канал (также — Акуловский водоканал; канал Акуловского гидроузла) — водоподводящий канал, проложенный к востоку и северо-востоку от Москвы и предназначенный для подачи волжской воды из Учинского (Акуловского) водохранилища на первый подъём Восточной (бывшей Сталинской) водопроводной станции. Построен в 1933—1937 годах в ходе сооружения Сталинской насосной (насосно-очистной) станции.

## Описание
Общая длина канала составляет 28 км, из которых 9,3 км проходят в железобетонных трубах. Почти на всём протяжении канал выполнен в две нитки (открытые русла — трапецеидального сечения, закрытые — круглые трубы).
Восточный водопроводный канал находится в зоне санитарной охраны: зона строгого режима (первый пояс) — на 150 м от уреза воды в открытой части и на 50 м от трубопровода — в закрытой. К зоне строгого режима примыкает зона ограничений (второй пояс), охватывающая полосу 1 км с каждой стороны канала. Для предотвращения попадания поверхностных стоков в канал сооружены нагорные канавы, а для защиты от грунтовых вод устроен дренаж.
Вода Учинского водохранилища забирается на Акуловском гидроузле с различных глубин — в зависимости от применяемой на водопроводной станции технологии очистки.
Трасса канала частично проходит по территории национального парка «Лосиный Остров». Для удобства эксплуатации она разбита на ремонтные участки. Примерно на середине трассы между Восточной водопроводной станцией и водохранилищем, на окраине города Королёва, располагается водозабор его городского водопровода с фильтровальной станцией и вторым подъёмом воды.
Восточный водопроводный канал оканчивается искусственным водоёмом, являющимся регулятором («ковшом») уровня на всей трассе канала. В «ковше» вода дополнительно осветляется, производится предварительное хлорирование на очистных сооружениях Восточной водоочистной станции.

## История
После переноса столицы из Петрограда в Москву, в ней начался лавинообразный рост населения: с 1920 по 1926 оно выросло в два раза, а к 1939 году еще вдвое. Водопроводная сеть не справлялась с таким ростом, городу не хватало источников воды, и проблема требовала кардинального разрешения. Разработанный и принятый в 1935 году Генеральный план реконструкции Москвы сопровождался также Планом обводнения Москвы. В этом же году Отдел планировки Моссовета подготовил и издал «Схему основных магистралей, обводнения и озеленения г. Москвы».
Одним из элементов планируемого обводнения Москвы был Восточный судоходный канал, который должен был стать частью большого водного кольца к северу и востоку от Москвы, начинаясь от Клязьминского водохранилища, проходя через Мытищи, Кусково и соединяясь через систему шлюзов с рекой Москвой в районе Южного порта. Этот проект, оставшийся нереализованным, нашёл своё уменьшенное воплощение при строительстве подводящих коммуникаций Сталинской насосной станции.

### Канал в годы войны
С началом Великой Отечественной войны были предприняты серьёзные меры по защите сооружений московского водоснабжения от налётов вражеской авиации. Особую опасность представляла Акуловская плотина высотой 24,3 метра, сдерживающая напор воды в 23 метра. С первых дней войны все сооружения гидроузла были перекрашены в маскирующий цвет. Для защиты Акуловской плотины были направлены курсанты Болшевского военно-инженерного училища. Первые авиабомбы были сброшены на плотину уже в 1941 году, одна из них попала прямо в канал. Яму засыпали мешками с песком и канал продолжал функционировать.
В конце 1941 года начальником Акуловского гидроузла и водопроводного канала был назначен Г. П. Никулин. Назначение его на столь ответственный пост в некоторой степени объяснялось его прошлыми заслугами перед Советской властью. Летом 1918 года в Екатеринбурге, будучи заместителем коменданта «Дома особого назначения» Я. М. Юровского, Г. П. Никулин принимал личное участие в убийстве царской семьи.

## Память

### Режим секретности
Основной причиной, по которой десятки лет ничего не сообщалось о судьбе сотен тысяч людей, занятых на строительстве сооружений Москва-Волгостроя (МВС), был особый режим секретности, соблюдавшийся на этих объектах. Это касалось не только заключённых, но и вольнонаёмных работников, специалистов, поступающих на работу в эту систему, которые давали подписку о неразглашении сведений о лагерях. За нарушение предписаний предусматривалась уголовная ответственность.

### Свидетельства очевидцев
В 1990 году Московская археологическая экспедиция проводила комплексное исследование Государственного природного национального парка (ГПНП) «Лосиный Остров». В ходе его были записаны рассказы местных жителей-старожилов из сёл Щитниково, Оболдино, связанные со временем строительства канала.
Лагерные бараки находились в 1,4 км к северо-западу от села Оболдино, в посёлке Оболдинском. Заключённых местные жители называли «канальщиками». Их захоронениями были усеяны леса вокруг канала.
Ерохина К. И. (приехала в Оболдино в 1948): «Многие рассказывали, строили его этот канал, тюремщики. Копали они его лопатами и насыпь делали, всё руками, лопатами».
Дюков Е. И. (в 1940, восьми лет, приехал в Оболдино): «Я помню, я ещё мальчишкой был, за 12-м каналом, как перейдёшь переключатель, там песок брали. Сколько раз мы находили черепа… Как копали канал, там заключённых хоронили. И кости там… А потом там, где был лагерь… их начали хоронить. Табличку повесят „Место захоронения“, а весной идёшь — кости торчат».

### Плакат «Каналоармеец»
Одним из ценных свидетельств грандиозного ГУЛАГовского строительства 1930-х годов является выразительный плакат, сохранившийся в отечественных архивах: изображение двух заключённых — землекопа и арматурщика-бетонщика — с призывом «Каналоармеец! От жаркой работы растает твой срок».
Само появление термина «каналоармеец» связывают с поездкой Анастаса Микояна на трассу строящегося Беломорско-Балтийского канала в марте 1932 года, когда этот термин для обозначения заключённых предложил начальник ГУЛАГа ОГПУ Лазарь Коган.

## Канал на гербе и флаге
Тема Восточного водопроводного канала нашла своё отражение при разработке герба и флага внутригородского муниципального образования «Восточное», которое соответствует району Восточный, находящемуся в Восточном административном округе города Москвы; ранее рабочий посёлок Восточный (в 1939—1961 гг. — Сталинский), находившийся в административном подчинении Первомайского (до 1961 г. — Сталинского) района г. Москвы.
Район Восточный был образован 5 июля 1995 года, а муниципальное образование «Восточное» — 15 октября 2003 года.
Флаг внутригородского муниципального образования «Восточное» был утверждён решением муниципального Собрания № 4/1 от 9 марта 2004 года. Канал на флаге изображён на зелёном поле в виде голубого вилообразного креста, обрамлённого золотой мурованной каймой, которая означает его рукотворность. Аналогичное изображение содержит и щит герба.

### Городская символика
- Муниципальное образование Восточное — Герб и флаг муниципального образования. www.mos.ru. Дата обращения: 23 марта 2020. Архивировано 7 апреля 2015 года.
- г. Москва, районы — Геральдика. www.hrono.ru. Дата обращения: 23 марта 2020. Архивировано 15 марта 2016 года.

### Законодательство
- ПОСТАНОВЛЕНИЕ СНК РСФСР ОТ 23.05.1941 N 355 О САНИТАРНОЙ ОХРАНЕ МОСКОВСКОГО ВОДОПРОВОДА И ИСТОЧНИКОВ ЕГО ВОДОСНАБЖЕНИЯ. lawrussia.ru. Дата обращения: 23 марта 2020. Архивировано 28 января 2019 года.
- ОБ УТВЕРЖДЕНИИ ПРОЕКТА УСТАНОВЛЕНИЯ КРАСНЫХ ЛИНИЙ ГРАНИЦ ЗОН САНИТАРНОЙ ОХРАНЫ ИСТОЧНИКОВ ВОДОСНАБЖЕНИЯ Г. МОСКВЫ В ГРАНИЦАХ ЛПЗП. www.businesspravo.ru. Дата обращения: 23 марта 2020.
- Санитарные правила — СП 2.1.4.1075-01. Зоны санитарной охраны источников питьевого водоснабжения г. Москвы (взамен СП 2.1.4.031-95). stroyoffis.ru. Дата обращения: 23 марта 2020. Архивировано 3 апреля 2016 года.